# MSC Geneva
MSC Geneva je kontejnerski brod kojeg je 2006. godine izgradilo rumunjsko brodogradilište Mangalia odnosno današnji Daewoo Mangalia Heavy Industries. Brod je u vlasništvu njemačke brodarske kompanije Reederei NSB a je registriran je u Madeiri te plovi pod portugalskom zastavom. Najprije ga je koristio međunarodni brodar Mediterranean Shipping Company a danas ga koristi NSB Niederele Schiffahrtsges. Riječ je o prvom od ukupno dvanaest brodova koliko ih je kompanija naručila, a nakon njega izgrađen je MSC Leigh.

## Vanjske poveznice
- Informacije o brodu na Vessel Tracking.net
- Informacije o brodu na Marine Traffic.com